# Tim Väyrynen
Tim Väyrynen (Espoo, 30 maart 1993) is een Fins voetballer die als spits speelt.

## Clubloopbaan
Hij verruilde in januari 2017 Dynamo Dresden voor Hansa Rostock en in augustus 2018 Hansa Rostock voor Roda JC.

## Carrièrestatistieken
| Seizoen                         | Club                 | Land      | Competitie              | Wed. | Goals |
| ------------------------------- | -------------------- | --------- | ----------------------- | ---- | ----- |
| 2010                            | FC Honka Espoo       | Finland   | Veikkausliiga           | 1    | 0     |
| 2011                            | FC Honka Espoo       | Finland   | Veikkausliiga           | 27   | 7     |
| 2012                            | FC Honka Espoo       | Finland   | Veikkausliiga           | 29   | 10    |
| 2013                            | FC Honka Espoo       | Finland   | Veikkausliiga           | 24   | 17    |
| 2013/14                         | Borussia Dortmund    | Duitsland | Bundesliga              | 0    | 0     |
| 2013/14                         | Borussia Dortmund II | Duitsland | 3. Liga                 | 8    | 2     |
| 2014/15                         | SC Viktoria Köln     | Duitsland | Regionalliga            | 13   | 7     |
| 2014/15                         | Borussia Dortmund II | Duitsland | 3. Liga                 | 11   | 0     |
| 2015/16                         | Dynamo Dresden       | Duitsland | 3. Liga                 | 14   | 3     |
| 2016/17                         | Dynamo Dresden       | Duitsland | 2. Bundesliga           | 1    | 0     |
| 2016/17                         | Hansa Rostock        | Duitsland | 3. Liga                 | 12   | 1     |
| 2017/18                         | Hansa Rostock        | Duitsland | 3. Liga                 | 29   | 4     |
| 2018/19                         | Roda JC              | Nederland | Keuken Kampioen Divisie | 8    | 0     |
| Totaal                          | Totaal               | Totaal    | Totaal                  | 177  | 51    |
| Bijgewerkt tot 13 februari 2019 |                      |           |                         |      |       |

## Interlandcarrière

### Finland
Op 31 oktober 2013 debuteerde Väyrynen voor Finland in een vriendschappelijke wedstrijd tegen Mexico (4-2 verlies).
| Interlands van Tim Väyrynen   | Interlands van Tim Väyrynen   | Interlands van Tim Väyrynen   | Interlands van Tim Väyrynen   | Interlands van Tim Väyrynen   | Interlands van Tim Väyrynen   |
| №                             | Datum                         | Wedstrijd                     | Uitslag                       | Soort Wedstrijd               | Doelpunten                    |
| Als speler bij FC Honka Espoo | Als speler bij FC Honka Espoo | Als speler bij FC Honka Espoo | Als speler bij FC Honka Espoo | Als speler bij FC Honka Espoo | Als speler bij FC Honka Espoo |
| ----------------------------- | ----------------------------- | ----------------------------- | ----------------------------- | ----------------------------- | ----------------------------- |
| 1.                            | 31-10-2013                    | Mexico - Finland              | 4-2                           | Vriendschappelijk             | 0                             |

### Finland onder 21
Op 5 juni 2012 debuteerde Väyrynen voor Finland -21 in een vriendschappelijke wedstrijd tegen Oekraïne -21 (4-2 verlies).
| Interlands van Tim Väyrynen   | Interlands van Tim Väyrynen   | Interlands van Tim Väyrynen   | Interlands van Tim Väyrynen   | Interlands van Tim Väyrynen   | Interlands van Tim Väyrynen   |
| №                             | Datum                         | Wedstrijd                     | Uitslag                       | Soort Wedstrijd               | Doelpunten                    |
| Als speler bij FC Honka Espoo | Als speler bij FC Honka Espoo | Als speler bij FC Honka Espoo | Als speler bij FC Honka Espoo | Als speler bij FC Honka Espoo | Als speler bij FC Honka Espoo |
| ----------------------------- | ----------------------------- | ----------------------------- | ----------------------------- | ----------------------------- | ----------------------------- |
| 1.                            | 5-6-2012                      | Finland - Oekraïne            | 1-2                           | Kwalificatie EK-21            | 0                             |
| 2.                            | 9-6-2012                      | Slovenië - Finland            | 1-1                           | Kwalificatie EK-21            | 0                             |
| 3.                            | 13-6-2012                     | Zweden - Finland              | 3-0                           | Kwalificatie EK-21            | 0                             |
| 4.                            | 15-8-2012                     | Finland - Litouwen            | 3-4                           | Kwalificatie EK-21            | 0                             |
| 5.                            | 10-9-2012                     | Litouwen - Finland            | 1-3                           | Kwalificatie EK-21            | 1                             |
| 6.                            | 5-6-2013                      | Noorwegen - Finland           | 2-0                           | Vriendschappelijk             | 0                             |
| 7.                            | 11-6-2013                     | Finland - Litouwen            | 2-2                           | Kwalificatie EK-21            | 0                             |
| 8.                            | 14-8-2013                     | Wales - Finland               | 1-5                           | Kwalificatie EK-21            | 3                             |
| 9.                            | 5-9-2013                      | Litouwen - Finland            | 0-1                           | Kwalificatie EK-21            | 1                             |
| 10.                           | 9-9-2013                      | Finland - Engeland            | 1-1                           | Kwalificatie EK-21            | 0                             |
| 11.                           | 15-10-2013                    | Moldavië - Finland            | 1-0                           | Kwalificatie EK-21            | 0                             |
| 12.                           | 14-11-2013                    | Engeland - Finland            | 3-0                           | Kwalificatie EK-21            | 0                             |

## Erelijst

### MetFC Honka Espoo
| Nationaal                  |    |            |
| Winnaar Finse voetbalbeker | 1x | 2012       |
| Winnaar Liigacup           | 2x | 2010, 2011 |

### Individueel
| Nationaal               |    |           |
| Topscorer Veikkausliiga | 1x | 2013 (17) |